# Duello nella Sila
Duello nella Sila è un film del 1962 diretto da Umberto Lenzi.

## Trama
La Lucania del 1850 è sotto il governo di Ferdinando II di Borbone. Rocco Gravina comanda una banda di briganti che opera nei pressi di Lagonegro. Un giorno Rocco assalta una diligenza e, dopo aver derubato i passeggeri, uccide una giovane donna, Dina Franco. Il fratello di lei Antonio, appreso quanto avvenuto, parte per il paese, deciso a scoprire gli assassini e ucciderli.

## Produzione
È stato girato tra Ronciglione e Vignanello.